# مادلين دو فيرشير
ماري مادلين جاريت، المعروفة باسم مادلين دو فيرشير (ولدت في 3 مارس عام 1678 وتوفيت في 8 أغسطس عام 1747) كانت امرأة من فرنسا الجديدة (إمبراطورية أمريكا الشمالية الفرنسية أو فرنسا الجديدة المَلَكية) المعروفة حاليًا بمدينة كيبك، كان لها الفضل بصد غارة على جزيرة فيرشير حين كان عمرها 14 عامًا فقط.

## حياتها المبكرة
انضم فرانسوا جاريت من مدينة سان شيف التابعة لمقاطعة إيزير فرنسا إلى عمه أنطوان بيكودي دو كونتريكور لمقاتلة الإيروكوا في فرنسا. وصلوا إلى هناك في شهر أغسطس من عام 1665، وفي 17 سبتمبر من عام 1669، تزوج جاريت من ماري باروت عندما كان عمرها 12 عامًا في جزيرة أورليانس. كُرّم جاريت بقطعة أرض واقعة على الساحل الجنوبي لنهر سانت لورنس في 29 أكتوبر من عام 1672 في ولاية إقطاعية تدعى فيرشير، واستمر بعدها بزيادة حازاته من الأرض. أنجب الزوجان اثنا عشر طفلًا، كانت الطفلة الرابعة هي مادلين دو فيرشير، التي ولدت في فيرشير في 3 مارس عام 1678 وعُمّدت في 17 أبريل من نفس العام.
مرَت الولاية بغارات دورية نفذها الإيروكوا. قادت فتاة فيرشير عام 1690 دفاعًا ناجحًا أمام هجوم نفذه الإيروكوا على أحد الحصون هناك. في عام 1692 قتل الإيروكوا ابن جاريت فرانسوا-ميشيل وزوجين متعاقبين على ابنته ماري-جان. قبل تنفيذها هذا العمل الشجاع، اعتادت مادلين العمل في مزرعة العائلة خلال وقت فراغها.

## إحباط هجوم مفاجئ
في أوائل بدايات القرن السابع عشر، شن الإيروكوا هجمات قاطني فرنسا الجديدة، ينهبون ويحرقون منازلهم. في 22 أكتوبر من عام 1692، خرج والدا مادلين لجمع لوازم الشتاء، وبقيت الفتاة برفقة أخواتها ضمن الحصن. كان عمر مادلين حينها 14 عامًا حين استلمت مسؤولية الحصن برفقة شاب صغير في العمر وجنديين آخرين.
ذات صباح، خرج بعض قاطني الحصن إلى الحقول برفقة 8 جنود. كانت مادلين في حقل الملفوف قريبة من الحصن. فجأة، هجم الإيروكوا على الناس، وحاول الرجال من الذين انتبهوا الفرار. ولكن كان الإيروكوا غاية في السرعة فأمسكوا بهم وقضوا عليهم. وقعت عينا مادلين والتي كانت حينها بعيدة مسافة 200 خطوة عن الحصن على الإيروكوا، والذين قبض أحدهم عليها وأمسك بها من ياقتها والتي سرعان من فكتها وولّت تركض إلى الحصن وهي تصرخ «إلى الجنود! إلى الجنود!»
أسرعت مادلين إلى زاوية دفاعية من الحصن. كانت تعلم أن هنالك أمل واحد فقط. أطلقت مادلين نيران بندقيتها وشجعت الناس على إحداث أكبر قدر ممكن من الضجة لإيهام الإيروكوا بوجود عدد كبير من الجنود المدافعين عن الحصن. بعدها أطلقت مادلين طلقة من المدفع كرسالة تحذير لبقية الحصون حول وجود خطر وطلب التعزيزات. ظن الإيروكوا أنهم سيضعون قبضتهم على الصحن بهجومهم المفاجئ ذاك، إلا أنه وخلال لحظة، عادوا أدراجهم بين الشجيرات ومعهم الأسرى.
خلال فترة الحصار، لاحظت مادلين قاربًا متجهًا نحوها يحمل اسم عائلة فونتين. رفض الجنود ضمن الحصن الخروج إليهم، لذا ما كان على مادلين سوى الخروج إلى الدفة ومرافقتهم بسرعة إلى الداخل، متظاهرة بكونهم جزءًا من التعزيزات.
لاحقًا في ذاك المساء، عادت قطعان المواشي لقاطني الحصن إلى الداخل. علمت مادلين أنه بإمكان الإيروكوا الاختباء بين القطيع متنكرين بزي الحيوانات. فذهبت برفقة أخويها للكشف عن القطيع عليها تجد جنودا، ولكنها لم تلقى أحدًا منهم، وأدخلت الأبقار إلى مكانهم في الحصن.
وصلت التعزيزات إلى مونتريال سريعًا بعد ذهاب الإيروكوا. شعرت مادلين بالتعب ولكن أحست بالراحة أيضًا، وحيّت الملازم الفرنسي، «سيدي، أُسلّم لك جيشي». قبضت التعزيزات على جماعات الإيروكوا وأعادوا السكان المخطوفين. في ذلك الوقت، عادا والدا مادلين وانتشرت قصتها البطولية في كل المستعمرة.
يقول مايسون أنه بينما من المتوقع حدوث تغيّرات في الجسم البشري مع انتشار الإنسان خارج حدود الأرض، إلا أنه علينا تحمل مسؤولية هذا العمل. ويضيف "فيما يتعلق بموضوع الإرادة، فأنت تقوم بتصميم هذا الإنسان لامتلاك المزيد من الفرص، على فرض أننا لم نغتمها بعد». «إذا تمكنا من ذلك بطريقة ما، فإنه عند قيامنا بإثبات قدرة الإنسان على العيش خارج حدود الأرض، ونسلب منه قدرته بالعيش عليها، عندها أظن بأن ما نفعله غير عادل».

## أواخر حياتها
توفي والد مادلين، فرانسوا في 16 فبراير عام 1700 مقدمًا لابنته منحة 1000 عملة فرنسية نظرًا لقيادتها الحكيمة عام 1692، على شرط أن تساعد والدتها.
قادت مادلين فيرشير حتى زواجها في شهر سبتمبر من عام 1706 من بيير توماس تاريو دو لا بيراد، والذي كان يعمل ملازمًا في الجيش النظامي لفرنسا لجديدة. كان ابن توماس لانوغير، والذي كان مسؤولًا عن المستعمرة ومنحدرًا من عائلة نبيلة وعريقة في فرنسا. انتقل الزوجان إلى سان آن دو لا بيراد في كيبيك، حيث عمل تاريو مساعدًا للقائد. انتقلت قيادة فيرشير من مادلين إلى زوجها الجديد. أدى التعقيد في سندات ملكية الأرض إلى إحداث الكثير من الدعاوى القضائية خلال فترة حياتها، واضطرت مادلين للسفر إلى فرنسا مرات عديدة لتمثيل نفسها وزوجها في المحكمة.
توفيت مادلين في سانت آن دو لا بيراد في 8 أغسطس من عام 1747 عن عمر ناهز 69 عامًا. ودُفنت تحت الأثاث الكنسي في نفس المدينة. توفي زوجها توماس في 26 يناير عام 1757 عن عمر ناهز 79 عامًا.

## التأريخ والتراث

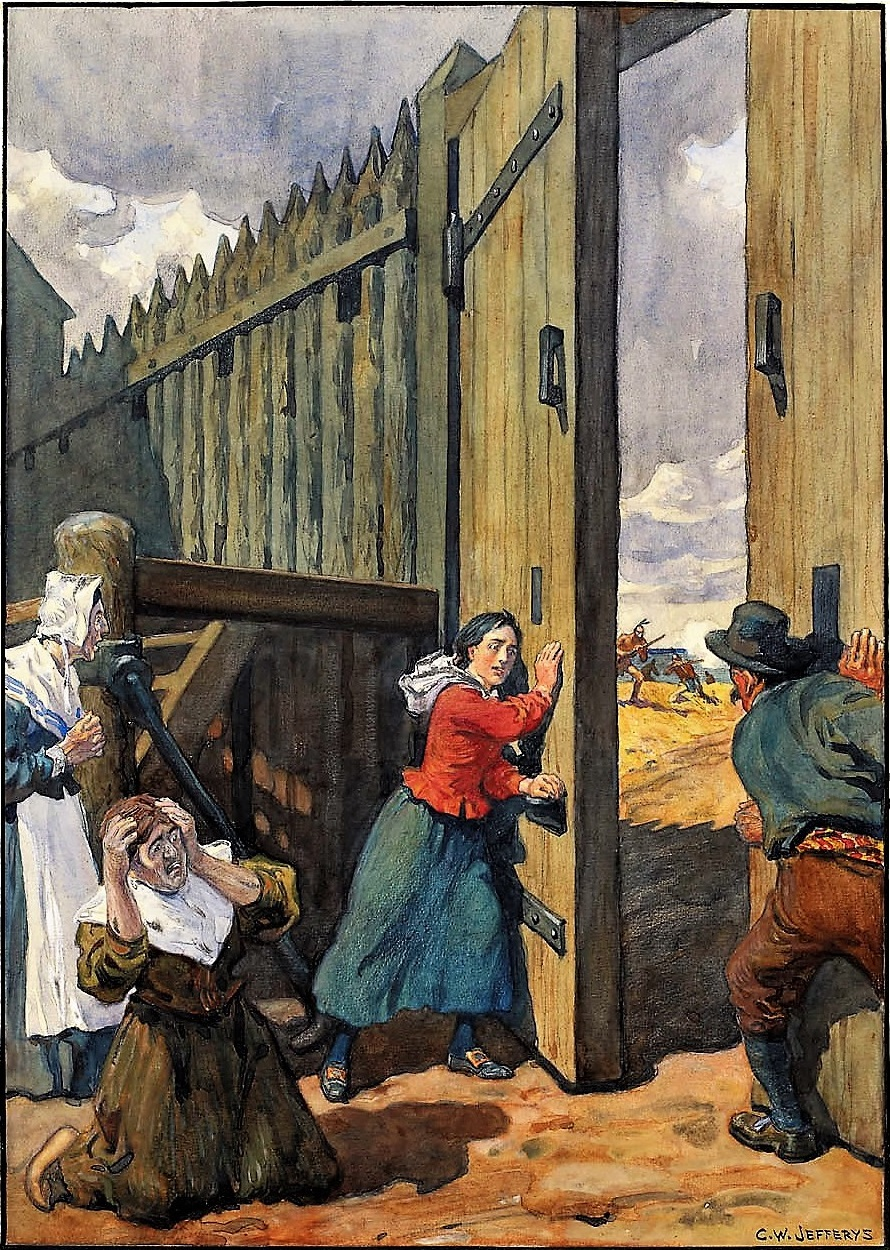
صورة تخيلية لحصار 1962

لم تذكر التقارير الواردة عن غزة 1962 التي قادتها مادلين. ظهرت خمسة روايات حول حصار 1962 خلال فترة حياة مادلين. استُمدّت الرواية الأولى من رسالة أرسلتها مادلين إلى كونتيسة موريباس في 15 أكتوبر عام 1699، وعرضت عليها القصة ملحقةً بمنحة ماديّة.
وكتبت رسالة طويلة كثيرة التنمق عام 1722 أو نحوه إلى والي بوهارنوا بناءً على طلبه. نشرت كلود-تشارلز دو لا بوتيري هام 1922 روايتين أخريات: تشابه الأولى الرسالة التي كتبتها مادلين في 1699، وتشابه الثانية تلك التي كتبتها إلى والي بوهارنوا؛ يمكن لكلتا هاتين الروايتين أن تكونا مبنيتين على كلام مادلين نفسها. نشر بيير فرانسوا زافيير دو لا شارلفوا نسخة منمقة أخرى عام 1744. في عام 1730، قال الكاهن الذي مضت مادلين بدعوى قانونية ضدّه: «لا يخشى الله بطلًا ولا بطلة»، مما يقترح بأن قصتها كانت معروفةّ في ذلك الحين.
ذكرت العديد من الروايات تعظيم مادلين لنفسها بوصفها رجلًا، وهو ما كانت ضرورته موضع تساؤل: إذ قادت حملة دفاع قبل سنتين مشابهة لما قامت به مادلين ولم تصف نفسها برجل. تصف مادلين في روايتها ال
أولى هروبها من أحد جنود الإيراكوا عبر ترك وشاحها بين يديه واستبدالها غطاء رأسها بخوذة جندي. يضيف شارلفوا إلى هذه القصة ربط مادلين لشعرها وارتدائها جاركينة رجاليّة (سترة رجاليّة ضيقة شاع ارتداؤها في ذاك الوقت). تضوح روايات لاحقة قلق تلك المجتمعات حيال تشبيه مادلين نفسها بالجنس الآخر. كان سبب الدعوى القضائية المرفوعة ضد الكاهن ليفيربر نتيجة نعت مادلين بالعاهرة، مما يقترح مدى نظرة الانفتاح الجنسي للعموم تجاه الناس اللاتي شبّهن أنفسهن بالمحاربين الرجال.